# Мухашаврия, Севериан Моисеевич
Севериан Моисеевич Мухашаврия (1909 год, Гурийский уезд, Кутаисская губерния, Российская империя — неизвестно) — председатель колхоза «Ахалгаздра Комунисти» («Молодой коммунист») Махарадзевского района, Грузинская ССР. Герой Социалистического Труда (1949).

## Биография
Родился в 1909 году в крестьянской семье в одном из сельских населённых пунктов Гурийского уезда Кутаисской области. Окончил местную начальную школу. Трудился в личном сельском хозяйстве. После начала коллективизации вступил в местный колхоз, где трудился агрономом и позднее — председателем колхоза «Ахалгаздра Комунисти» Махарадзевского района (сегодня — Озургетский муниципалитет).
Во время Великой Отечественной войны труженики колхоза «Ахалгаздра Комунисти» под руководством Севериана Мухашаврия показывали выдающиеся трудовые результаты. Многие колхозники были награждены за свой труд различными государственными наградами. В первые послевоенные годы за короткий срок вывел производство сельскохозяйственных продуктов на довоенный уровень. За годы Четвёртой пятилетки (1946—1950) вывел колхоз «Ахалгаздра Комунисти» наряду с колхозами имени Берия (председатель — Василий Виссарионович Джабуа) и имени Орджоникидзе (председатель — Михаил Филиппович Орагвелидзе) в число передовых сельскохозяйственных предприятий Махарадзевского района.
В 1948 году колхоз сдал государству в среднем с каждого гектара по 5085 килограмм сортового зелёного чайного листа с площади 30 гектаров. Указом Президиума Верховного Совета СССР от 29 августа 1949 года удостоен звания Героя Социалистического Труда за «получение высоких урожаев сортового зелёного чайного листа и цитрусовых плодов в 1948 году» с вручением ордена Ленина и золотой медали «Серп и Молот» (№ 4549).
Этим же указом званием Героя Социалистического Труда были награждены колхозный агроном Александр Михайлович Талаквадзе и колхозницы Елпидия Николаевна Мгеладзе, Тамара Куприановна Тугуши, Натела Владимировна Харати и Наташа Давидовна Хинтибидзе.
За выдающиеся трудовые достижения по итогам 1950 года был награждён вторым Орденом Ленина (1951 году).
В 1959 году избирался делегатом XXI съезда КПСС.
Дата его смерти не установлена.

## Награды и звания
- Герой Социалистического Труда (29.08.1949).
- орден Ленина — дважды (29.08.1949; 05.07.1951)
- орден Октябрьской Революции (08.04.1971)
- орден «Знак Почёта» (02.04.1966)
- Медаль «За трудовое отличие» (07.01.1944)
- Медаль «За оборону Кавказа» (01.05.1944)